# Rômulo Fernandes
Rômulo Cesar Fernandes (Santa Fé do Sul, 8 de fevereiro de 1963), mais conhecido como Rômulo Fernandes, é um sociólogo e político brasileiro, filiado ao Partido dos Trabalhadores (PT). Nas eleições de 2022, foi eleito deputado estadual por São Paulo.